# Diga di Les Toules
La diga di Les Toules è una diga ad arco situata in Svizzera, nel Canton Vallese nella val d'Entremont.

## Descrizione
Ha un'altezza di 86 metri e il coronamento è lungo 460 metri. Il volume della diga è di 235.000 metri cubi. È visibile passando dalla strada che conduce al traforo del Gran San Bernardo e al passo del Gran San Bernardo.
Il lago creato dallo sbarramento ha un volume massimo di 20,15 milioni di metri cubi, una lunghezza di 2 km e un'altitudine massima di 1810 m s.l.m. Lo sfioratore ha una capacità di 80 metri cubi al secondo.
Le acque del lago vengono sfruttate dall'azienda Forces Motrices du Grand-St-Bernard.

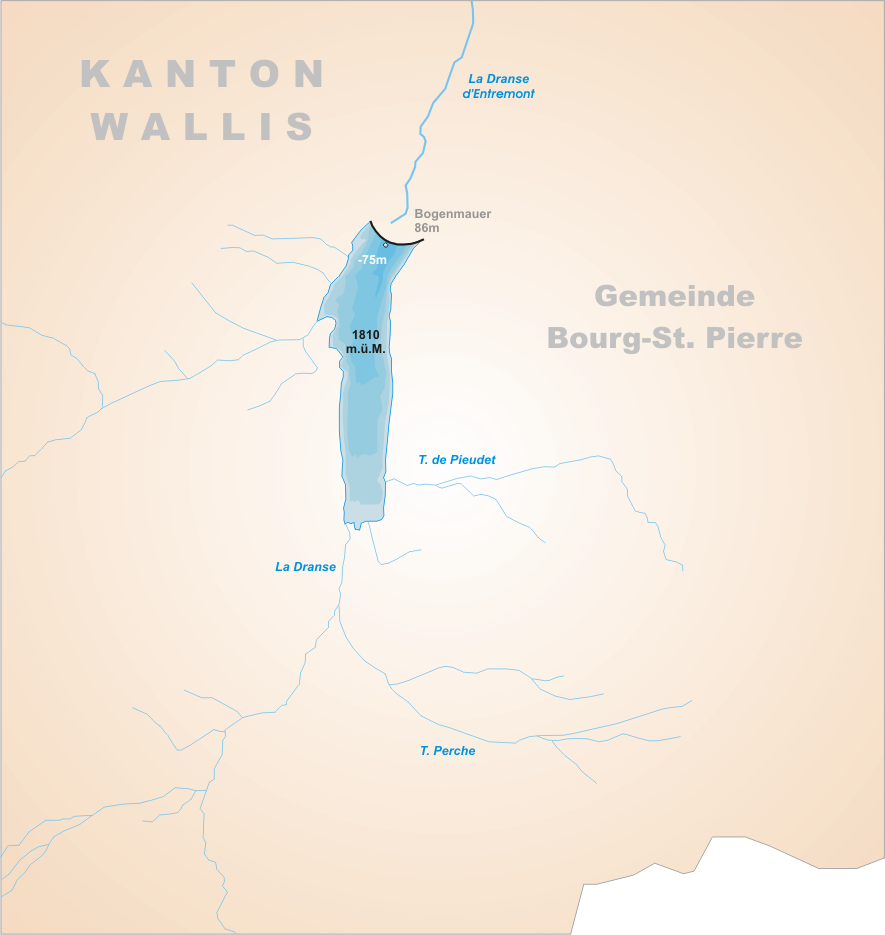
Mappa del lago